# 山田文雄
山田 文雄（やまだ ふみお、1897年5月14日 - 1978年8月16日）は、昭和期の経済学者。東京帝国大学経済学部教授、愛知大学第7代学長。

## 経歴
1897年、東京生まれ。海軍兵学校、第一高等学校を経て、東京帝国大学経済学部を卒業。大学院に進み河合栄治郎に師事した。卒業後は京城帝国大学予科講師となり、同大学法文学部助教授を経て、1930年東京帝国大学経済学部助教授となった。1931年に教授に昇進し、工業政策を担当した。しかし、1939年に平賀粛学により河合栄治郎に殉じて木村健康助手とともに辞職。同年、鶴見祐輔の運営する太平洋協会に入り調査部長となる。
戦後は1947年東京都副知事を経て、1950年より愛知大学法経学部教授となった。1969年から1970年の大学紛争時には同大学学長を務める。1978年8月16日死去。墓は寛永寺谷中墓地。

## 研究内容・業績
- 河合栄治郎門下の中心として長尾春雄、木村健康、土屋清、石上良平、関嘉彦、猪木正道らと1946年（昭和21年）11月に社会思想研究会を創立[2]（出版部門は社会思想社）。「哲学と実践との仲介たる社会思想」の研究・普及に努めた。
- 民主的社会主義

## 家族・親族
- 父：山田文太郎は三井鉱山神岡鉱山事務所長・工学博士。
- 妻・ゆりは藤沢利喜太郎の三女[3]。

## 著訳書
- 『工業経済学』（第一分冊）巌松堂書店、1938年
- 『工業経済学』（第二分冊）巌松堂書店、1939年
- 『国際原料資源論』(訳) ユージン・ステーレ著、中央公論社、1940年
- 『南方圏の現実と太平洋』萬里閣、1941年
- 『日本戦時経済論』中央公論社、1941年
- 『東印度の経済』、日本評論社、1942年
- 『東印度経済論』、千倉書房、1943年
- 『南方問題十講』(共著) 第一書房、1943年
- 『わが師を語る―近代日本文化の一側面』(共著) 社会思想研究会出版部、1951年
- 『自由と責任』(訳) カール・ベッカー著、弘文堂、1952年
- 『自由放任の終焉』(訳) J・M・ケインズ著、社会思想研究会出版部、1953年
- 『ハロルド・ラスキ―社会主義者の歩み』(訳) K・マーティン著、社会思想研究会出版部、1955年
- 『工業経済学』協同出版、1957年
- 『経済産業政策』協同出版、1963年